# Metal Gear Solid 2: Sons of Liberty Original Soundtrack
Metal Gear Solid 2: Sons of Liberty Original Soundtrack – oficjalna ścieżka dźwiękowa do gry Metal Gear Solid 2: Sons of Liberty wyprodukowanej przez Konami. Płyta została wydana w dniu japońskiej premiery gry.

## Lista utworów
| Nr  | Tytuł utworu                         | Kompozytor                              | Długość |
| --- | ------------------------------------ | --------------------------------------- | ------- |
| 1.  | „Metal Gear Solid Main Theme”        | Harry Gregson-Williams                  | 3:52    |
| 2.  | „Opening Infiltration”               | Harry Gregson-Williams, Norihiko Hibino | 3:44    |
| 3.  | „Russian Soldiers from Kasatka”      | Harry Gregson-Williams                  | 2:22    |
| 4.  | „Olga Gurlukovich”                   | Harry Gregson-Williams                  | 2:11    |
| 5.  | „Metal Gear?”                        | Harry Gregson-Williams                  | 1:46    |
| 6.  | „Revolver Ocelot”                    | Harry Gregson-Williams                  | 2:10    |
| 7.  | „RAY Escapes”                        | Harry Gregson-Williams, Norihiko Hibino | 2:53    |
| 8.  | „Can't Say Goodbye to Yesterday”     | Rika Muranaka                           | 4:10    |
| 9.  | „Big Shell”                          | Harry Gregson-Williams                  | 2:09    |
| 10. | „Fortune”                            | Norihiko Hibino                         | 3:10    |
| 11. | „Kill Me Now!”                       | Harry Gregson-Williams                  | 1:04    |
| 12. | „Vamp”                               | Harry Gregson-Williams                  | 1:32    |
| 13. | „The World Needs Only One Big Boss!” | Harry Gregson-Williams, Norihiko Hibino | 1:49    |
| 14. | „It's the Harrier!”                  | Harry Gregson-Williams                  | 1:03    |
| 15. | „Arsenal Is Going to Take Off!”      | Harry Gregson-Williams, Norihiko Hibino | 1:40    |
| 16. | „Who Am I Really?”                   | Norihiko Hibino                         | 2:38    |
| 17. | „Can't Say Goodbye to Yesterday”     | Norihiko Hibino                         | 7:36    |
|     |                                      |                                         | 45:49   |